# SETL (ngôn ngữ lập trình)
SETL (Set Language - ngôn ngữ lập trình trên các tập hợp) là ngôn ngữ lập trình được phát triển tại NYU (Viện Toán Courant, Hoa Kỳ). Ngôn ngữ này có một số đặc điểm cú pháp giống Pascal nhưng có những cấu trúc cấp cao hơn (kiểu danh sách, kiểu tập hợp).

## Cú pháp
Lệnh gán
```
a
:=
 
3
;

a
 
+:=
 
1
;
  
--
 
ch
ú
 
th
í
ch
:
 
t
ă
ng
 
a
 
th
ê
m
 
1
 
đơ
n
 
v
ị
,
 
a
 
=
 
4

b
:=
 
a
 
+:=
 
1
;
 
--
 
a
 
=
 
5
,
 
sau
 
đó
 
g
á
n
 
b
 
b
ằ
ng
 
a

```

Nhập - xuất số liệu
```
read
(
n
)
;

print
(
a
,
 
'\t'
,
 
b
)
;

```

Xử lý chuỗi ký tự
```
ch
:=
 
"
Viet
 
Nam
"

print
(
ch
(
3
))
;
  
--
 
"
e
"

print
(
ch
(
3
..
6
))
;
 
--
 
"
et
 
N
"

print
(
ch
(
-
1
))
;
 
--
 
"
m
"
,
 
k
ý
 
t
ự
 
cu
ố
i
 
c
ù
ng
,
 
s
ố
 
â
m
 
t
ươ
ng
 
ứ
ng
 
v
ớ
i
 
v
ị
 
tr
í
 
t
ừ
 
ph
ả
i
 
sang
 
tr
á
i

print
(
ch
(
-
3
..-
1
))
;
 
--
 
"
Nam
"

ch
(
6
)
:=
 
"
n
"
;
  
--
 
thay
 
đổ
i
 
tr
ự
c
 
ti
ế
p
 
n
ộ
i
 
dung
 
chu
ỗ
i

print
(
ch
)
;
  
--
 
"
Viet
 
nam
"

```